# Ana Pontón
Ana Belén Pontón Mondelo (pron. galiziana: /ˈana̝ beˈlɛŋ ponˈtoŋ monˈdelo̝/; Sarria, 27 luglio 1977) è una politica e politologa spagnola e galiziana del Blocco Nazionalista Galiziano.

## Biografia
Inizia la sua traiettoria politica a 16 anni iscrivendosi a Galiza Nova, l'organizzazione giovanile del Blocco Nazionalista Galiziano (BNG). Ha conseguito una laurea in Scienze politiche e dell'amministrazione presso l'Università di Santiago di Compostela, e durante i suoi studi universitari è stata eletta rappresentante degli studenti nella sua facoltà. Fra il 2000 e il 2004 è membro della direzione nazionale e della commissione permanente di Galiza Nova, nonché segretaria fino al 2003. In questa veste ha partecipato ad eventi internazionali quali il Festival della Federazione mondiale della gioventù democratica (Cuba, 1997), la Marcia Mondiale delle Donne (Bruxelles, 2000) e il Forum sociale mondiale (Porto Alegre, 2002).
Nella IX Assemblea Nazionale del BNG è eletta fra i membri del Consiglio Nazionale del partito, e il 7 febbraio 2004 viene eletta come deputata al Parlamento della Galizia, ricoprendo l'incarico di portavoce per le tematiche della gioventù e della parità di genere. L'8 febbraio 2012 sostituisce Carlos Aymerich nel ruolo di portavoce parlamentare del BNG, incarico che ricoprira fino alle successive elezioni nell'ottobre dello stesso anno.
La forte perdita di consensi del BNG in queste elezioni (all'interno della lista Nós-Candidatura Galega) hanno portando l'allora portavoce nazionale del partito Xavier Vence a scegliere di non ricandidarsi, aprendo così la strada all'elezione di Pontón come portavoce e come capolista per le elezioni al Parlamento della Galizia del 2016, dove consolida la sua leadership superando i pronostici.
Sotto la sua guida il BNG ha sperimentato una forte crescita dei consensi, senza però riuscire mai a scalfire l'egemonia del Partito Popolare che governa la Galizia dalla transizione democratica. È stata capolista del partito anche nelle elezioni del 2020 e del 2024, e in quest'utlime ha fatto registrare il miglior risultato storico con l'elezione di 25 deputati.

### Vita privata
È nata nella piccola parrocchia di San Xulián de Chorente, nel comune di Sarria, ma è cresciuta a Santiago di Compostela. Il 20 gennaio 2020 è nata la sua prima figlia, Icía (variante galiziana del nome Cecilia).